# Carenado (aeronáutica)

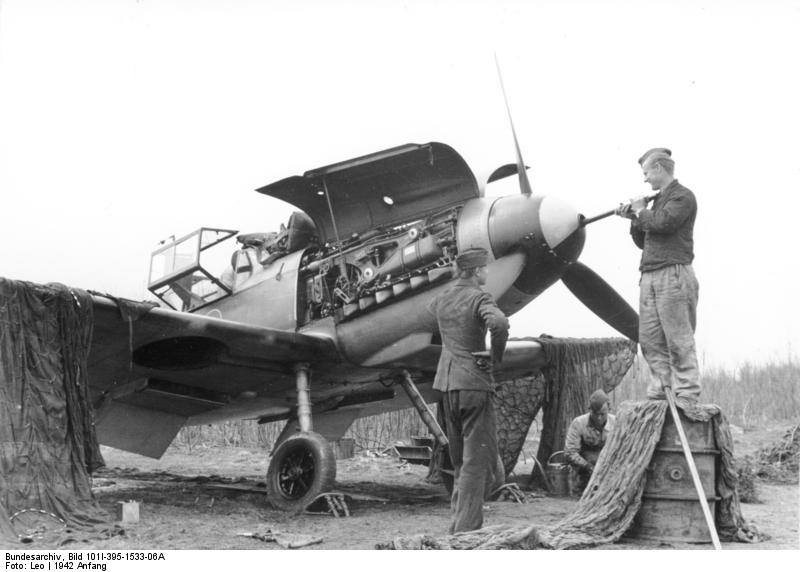
En esta fotografía de enero de 1942 pueden apreciarse los capós de motor (levantados) de un caza Bf 109 alemán. Dichos capós forman parte del carenado del aparato.

El carenado es, en las aeronaves, una cubierta externa cuya principal función consiste en reducir la resistencia al aire. Cubre las zonas de la aeronave donde potencialmente se pueda producir mayor resistencia que en otras, aunque muchos modelos de aeronave están en realidad enteramente carenados.
Estas estructuras se presentan generalmente como cubiertas ligeras que además de reducir la resistencia al avance, también proveen protección a los componentes internos que cubren.

## Historia
Uno de los primeros usos prácticos de este concepto, se dio con la implementación de los motores radiales, ya que en los primeros aparatos propulsados por este sistema que se basa en la refrigeración por aire de sus componentes, generalmente se dejaban los cilindros al descubierto con el fin de aumentar el efecto de enfriamiento que provee el aire de impacto. Sin embargo se descubrió que disponer el motor de esta manera aumentaba la resistencia al avance y además exponía en ocasiones otras partes fundamentales como el sistema eléctrico que resulta esencial en el funcionamiento de los motores de combustión interna.
A partir de la década de los 30, casi todos los motores de hélice fueron protegidos por carenas hasta nuestros días. Esto quiere decir que el carenado es fundamental para todo tipo de aeronave en cuanto a la disposición, protección y alojamiento del motor respecto al resto del aparato y del entorno.
Otro caso en el que se emplea el carenado a un componente específico de un avión se encuentra en la protección del tren de aterrizaje cuando se encuentra fijo a la estructura, es decir, no es retráctil. Frecuentemente los aviones pequeños que disponen de tren fijo, tienen una carena (en este caso wheelpants) en cada una de sus ruedas principales con el fin de disminuir la resistencia al aire.

## Tipos
En los aviones, los carenados, se encuentran normalmente en:
- Cubierta del motor: para reducir la fricción del aire al reducir la superficie de contacto,  y al ser esta lisa, y con forma de cono en el morro, previene el flujo de separación
- Cono de cola del avión, para reducir la fricción de la forma del fuselaje y para recuperar la presión tras ella, además de no agregar fricción del aire
- Ruedas en aeronaves con el tren de aterrizaje fijo —  en ocasiones, llamados "wheel pants"
- Raíz del ala: para reducir la fricción del aire tanto sobre el ala como debajo de ella. Consiste en reducir la superficie de contacto con un  pequeño borde redondeado. Reduce las diferencias de presión: alta presión en el borde principal y de fuga, baja presión en la parte alta del ala y alrededor del fuselaje
- Extremos del ala: el cual, puede tener una forma compleja para reducir la fricción, especialmente, a bajas velocidades
- Extremos de los alerones y del timón, para reducir las turbulencias en los extremos
- Estabilizadores horizontales
- Uniones entre las alas y el fuselaje
- Uniones en los trenes de aterrizajes fijos.

### Carenados de los alerones de pista
La mayoría de los aviones de reacción de pasajeros tienen una velocidad de crucero que oscila entre Mach 0,8 y 0,85. Para las aeronaves que operan en régimen transónico (entre Mach 0,8 y 1,2) (aviones supersónicos) la onda de fricción se puede reducir al mínimo teniendo en cuenta la sección transversal del área, que cambia a lo largo de la aeronave. En los aviones subsónicos, tales como los aviones de pasajeros, esto se puede conseguir con la adición de unas vainas lisas en los bordes de fuga posteriores de las alas, conocidos como flaps.